# Claudia Virginia Samayoa
Claudia Virginia Samayoa (Ciudad de Guatemala, 23 de enero de 1967) es fundadora y coordinadora de la Unidad de Protección de Defensoras y Defensores de Derechos Humanos en Guatemala y la región de Centroamérica (UFEDEGUA), que trabaja en el monitoreo, la investigación y la visibilización de las organizaciones que defienden los Derechos humanos. Ha sido columnista de varios diarios y ha publicado numerosos libros sobre derechos humanos. Su labor le ha merecido varios premios.

## Trayectoria

### Biografía
Claudia Virginia Samayoa Pineda nació en la ciudad de Guatemala el 23 de enero de 1967. En 1984, empezó a trabajar en la defensa de los derechos humanos.
Estudió Filosofía en la Universidad de San Carlos en Guatemala (USAC). En esos años se involucró en espacios relacionados con el trabajo social. Entre 1989 y 1990 participó como miembro del Consejo de Estudiantes de Filosofía y de 1988 a 1991 formó parte de la redacción de la revista universitaria de filosofía “Tzij”.
Entre los años 1995 y 2000 trabajó en la Fundación Rigoberta Menchú Tum, tanto como directora general, como también Directora del Instituto Indígena para la Educación, en el área de educación del Centro por la Vida y la Paz
Ha sido columnista en distintos medios tales como El Observador, Siglo Veintiuno, Flash y Panorama Internacional.
Ha publicado varios libros sobre derechos humanos, memoria histórica, migración y defensoras de derechos humanos, entre otros temas.
También se ha desempeñado como voluntaria para la ONG Actionaid Guatemala, ocupando diferentes puestos en su asamblea y junta directiva. Así mismo, ha apoyado al Movimiento Nacional por los Derechos Humanos, a las Fuerzas de Paz No Violentas y el Movimiento Social de la Niñez y la Juventud.
En el año 2000, junto a otras activistas de derechos humanos y bajo el auspicio del Movimiento Nacional de Derechos Humanos, creó un observatorio sobre agresiones contra personas defensoras de derechos humanos. A este espacio se le denominó Unidad de Protección a Defensoras y Defensores de Derechos Humanos de Guatemala, -UDEFEGUA-, con el objetivo de investigar, denunciar y monitorear los ataques contra defensores y defensoras.
Como directora de la Unidad de Protección a Defensoras y Defensores de Derechos Humanos - UDEFEGUA, Claudia Samayoa se ha especializado en apoyar a personas defensoras de derechos humanos en situaciones de alto riesgo provocadas por el crimen organizado o por la ruptura de la institucionalidad, así como en la gestión de respuestas gubernamentales de protección .Ha apoyado a personas, organizaciones e instituciones defensoras de derechos humanos en la gestión de su riesgo, la investigación de la violación de derechos humanos, la identificación de patrones y la generación de respuestas específicas para los patrones emergentes.

### Amenazas
Por su labor en defensa de los derechos humanos, Claudia Samayoa vive bajo amenazas contra su vida, su familia y la organización UDEFEGUA.
El 21 de abril de 2013, la Fundación Contra el Terrorismo, una organización fundada por ex-oficiales militares y personas que apoyan al ejército, publicó un documento de veinte páginas llamado "La Farsa del Genocidio en Guatemala – Conspiración Marxista desde la Iglesia Católica". En dicho documento se publicó una foto de Claudia Samayoa acusándola de culpar a la Policía Nacional Civil de Guatemala por enfrentamientos violentos con poblaciones locales. La defensora de derechos humanos ya había sido previamente objeto de amenazas y declaraciones difamatorias. El 21 de noviembre de 2012, la organización Frontline Defenders emitió un llamamiento urgente cuando fue acusada de incitación de enfrentamientos violentos.
El 22 de marzo de 2019, Claudia Samayoa, fue denunciada junto a José Manuel Martínez, integrante del Colectivo Justicia Ya, ante la Fiscalía contra la Corrupción de Guatemala por presuntamente haber cometido sustracción, tráfico de influencias y desvío o supresión de correspondencia con agravación específica. La acusación fue remitida a la Fiscalía por el presidente de la Corte Suprema de Justicia de Guatemala, Nester Mauricio Vásquez Pimental, y está relacionada con su participación en una demanda judicial anteriormente presentada contra once jueces de la Corte Suprema de Justicia, el 17 de enero de 2019.
En 2019, organizaciones de la sociedad civil condenaron la criminalización a la que fue expuesta Claudia Samayoa con esta denuncia penal.

## Reconocimientos
- Premio Anual de Derechos Humanos Otto René Castillo (2007). Por su labor en la defensa de los derechos humanos, Claudia Samayoa recibió el 17 de marzo de 2007 el XVII Premio Anual de Derechos Humanos Otto René Castillo, otorgado por Casa Guatemala en Chicago, Illinois, Estados Unidos.[2]

- Premio Alice Zachmann para defensoras de derechos humanos, otorgado a UDEFEGUA en Washington, el 14 de noviembre de 2013.[11]
- Orden Mirna Mack en Guatemala (2016). En 2016 Claudia Samayoa recibió la orden Mirna Mack en reconocimiento a su lucha por los Derechos Humanos en Guatemala. La Orden constituye un símbolo de reconocimiento por el invaluable apoyo y aporte de personas o instituciones en la protección, defensa y desarrollo de los derechos humanos.[12]

- Exposición sobre defensoras y defensores de Derechos Humanos en España (2020). La exposición “Activistas por la vida”,[13] promovida por la ONG catalana Entrepueblos y la Agencia Catalana de Cooperación el Desarrollo y realizada por el fotógrafo y periodista Gervasio Sánchez, retrató a una cuarentena de líderes de los derechos humanos y medioambientales, entre ellos a Claudia Samayoa. La exposición documentó a las comunidades indígenas que luchan contra las grandes corporaciones internacionales y la corrupción en el ámbito local, y quienes han mantenido una lucha para defender su supervivencia, su tierra y preservar una forma de vida ancestral. “Son personas que se han convertido en activistas y líderes comunitarios que luchan para que su proyecto de vida, su medio ambiente, no sean destruidos por la voracidad de las grandes corporaciones extractivistas, hidroeléctricas, mineras o cementeras ", explicó Sánchez en la inauguración de la exposición en Barcelona.[14]